# Yuriko Koike
Yuriko Koike (小池 百合子, Koike Yuriko, Ashiya (Hyogo), 15 de julho de 1952) é uma política japonesa, sendo a atual governadora de Tóquio. Ela foi membro da Câmara dos Representantes do Japão de 1993 até 2016 (quando renunciou para concorrer na eleição para o governo de Tóquio) e, anteriormente, ministra da Defesa no gabinete do primeiro-ministro Shinzō Abe, mas renunciou em agosto de 2007 depois de 54 dias no cargo. Em 31 de julho de 2016, Koike foi eleita governadora de Tóquio, sendo a primeira mulher a assumir o cargo.